# Петрашов, Денис Евгеньевич
Денис Евгеньевич Петрашов (род. 1 февраля 2000, Бишкек) — кыргызский пловец, специализирующийся на плавании брассом. Бронзовый призёр чемпионата мира 2025 года. Участник летних Олимпийских игр 2016, 2020 и 2024 годов. Знаменосец Кыргызстана на церемонии открытия Олимпиады-2020 (вместе с Каныкей Кубанычбековой).

## Биография
Денис Петрашов родился в 2000 году в Бишкеке. Его отец — участник трёх Олимпиад (1996, 2000, 2004), бывший обладатель национального рекорда в плавании брассом на дистанциях 100 м и 200 м, ныне главный тренер команды Кыргызстана по плаванию Евгений Петрашов.
Первым крупным соревнованием в карьере Дениса Петрашова стал чемпионат мира по водным видам спорта 2015 года, прошедший в Казани: в отборе на дистанции 200 м брассом 15-летний пловец показал 50-й результат.
В 2016 году принял участие на Олимпиаде в Рио-де-Жанейро, став самым молодым олимпийцем в истории своей сборной. На Играх на дистанции 200 м брассом стал 38-м в итоговом протоколе. В ноябре 2016 года пробился в финальный заплыв этой же дисциплины на чемпионате Азии по плаванию, где занял 6-е место.
На Играх исламской солидарности 2021, прошедших в августе 2022 года в Конье, Петрашов завоевал три медали: две «бронзы» на дистанциях 50 и 200 м брассом, а также «золото» на дистанции 100 м.
В 2025 году выиграл золото на дистанции 100 метров брассом на летних Университетских играх в Германии. Через несколько дней стал бронзовым призёром на дистанции 100 метров брассом на чемпионате мира в Сингапуре. 

## Награды и звания
- мастер спорта Кыргызской Республики международного класса[1]
- медаль «Данк»[4]